# Arrondissement d'Elbe-Elster
L' arrondissement d'Elbe-Elster est un arrondissement  (Landkreis en allemand) du Brandebourg  (Allemagne).
Son chef-lieu est Herzberg (Elster).

## Villes, communes et communautés d'administration
(nombre d'habitants en 2006)
| Villes 1. Bad Liebenwerda (9 188), incluse dans une communauté de communes sous le nom de Liebenwerda depuis le 1er janvier 2020, qui regroupe Bad Liebenwerda, Falkenberg, Mühlberg et Uebigau-Wahrenbrück : (24 535) 2. Doberlug-Kirchhain (9 764) 3. Elsterwerda (9 249) 4. Falkenberg-sur-Elster (7 627) 5. Finsterwalde (18 516) 6. Herzberg (Elster) (10 792) 7. Mühlberg/Elbe (4 581) 8. Schlieben (2 807) 9. Schönewalde (3 634) 10. Sonnewalde (3 600) 11. Uebigau-Wahrenbrück (6 259) Amtsfreie Gemeinde 1. Röderland (4 633) 1. Saathain | Amt et Gemeinden[Quoi ?] 1. Amt Elsterland (5 425) 1. Heideland (593) 2. Rückersdorf (1 694) 3. Schilda (530) 4. Schönborn (1 820) 5. Tröbitz (788) 2. Amt Kleine Elster (Niederlausitz) (6 570) 1. Crinitz (1 407) 2. Lichterfeld-Schacksdorf (1 193) 3. Massen-Niederlausitz (2 236) 4. Sallgast (1 734) 3. Amt Plessa (7 248) 1. Gorden-Staupitz (1 128) 2. Hohenleipisch (2 383) 3. Plessa (3 153) 4. Schraden (584) 4. Amt Schlieben (6 104) 1. Fichtwald (716) 2. Hohenbucko (712) 3. Kremitzaue (976) 4. Lebusa (893) 5. Schlieben, Stadt (2 807) 5. Amt Schradenland (5 198) 1. Gröden (1 613) 2. Großthiemig (1 198) 3. Hirschfeld (1 435) 4. Merzdorf (952) |